# Camuño
Camuño (en asturiano y oficialmente, Camuñu) es una parroquia del concejo asturiano de Salas. Su templo parroquial está dedicado a San Bartolomé. Alberga una población de 83 habitantes y ocupa una extensión de 5.05 km².
Cuenta con un Hotel Rural: Quintana del Caleyo, conjunto inventariado en el Patrimonio asturiano, La Casona, la Ermita, dedicada a San Lorenzo, el Palomar y dos Paneras, conforman esta típica Quintana Asturiana, representativa del conjunto de la Arquitectura rural y popular Asturiana, muy bien descrita por el arquitecto Efren García, en su libro Arquitectura Palaciega Asturiana tomo II.
La Ermita, de San Lorenzo o San Cipriano, bajo la advocación de Nuestra Señora del Calello, data del Siglo XVII, y la describe D. Pascual Madoz, en la voz "Camuño", en su obra "Diccionario geográfico-estadístico-historico de España y sus posesiones de ultramar" publicado en 1846-1850.

## Barrios
- Buenavista- 1 habitante
- Carbajal (Carbayal[1]) - 6 habitantes
- Cardús - 10 habitantes
- Casamayor - 26 habitantes
- El Caleyo (El Caleyu[1]) - 6 habitantes
- Fenigonte - 32 habitantes
- La Viesca - 2 habitantes